# アーノン・ミルチャン
アーノン・ミルチャン（ヘブライ語: ארנון מילצ’ן、ラテン文字表記：Arnon Milchan、1944年12月6日 - ）は、イスラエル出身の映画プロデューサー。

## 略歴
イギリス委任統治領パレスチナのレホヴォトで生まれた。ロンドン・スクール・オブ・エコノミクスとジュネーヴ大学で学んだ。アメリカ合衆国に渡り、実業家として成功を収めた。1991年、映画製作会社ニュー・リージェンシー・プロダクションズを設立、以来プロデューサーとして多くの映画を手がけてきた。純資産36億ドル。
2013年にイスラエルのテレビ番組に出演し、イスラエルの核開発計画に協力する兵器ディーラーとして、諜報機関のために働いていたと告白。祖国のためにやったことで誇りに思っている等と述べた。

## 主なプロデュース作品
- キング・オブ・コメディ The King of Comedy（1983年）
- ワンス・アポン・ア・タイム・イン・アメリカ Once Upon a Time in America（1984年）
- レジェンド / 光と闇の伝説 Legend（1985年）
- 未来世紀ブラジル Brazil（1985年）
- ローズ家の戦争 The War of the Roses（1989年）
- プリティ・ウーマン Pretty Woman（1990年）
- Q&A Q&A（1990年）
- 真実の瞬間 Guilty by Suspicion（1991年）
- JFK JFK（1991年）
- マンボ・キングス/わが心のマリア The Mambo Kings（1992年）
- 沈黙の戦艦 Under Siege（1992年）
- パワー・オブ・ワン The Power of One（1992年）
- 天と地 Heaven & Earth（1993年）
- メイド・イン・アメリカ Made in America（1993年）
- ジャック・サマースビー Sommersby（1993年）
- フリー・ウィリー Free Willy（1993年）
- 私に近い6人の他人 Six Degrees of Separation（1993年）
- ナチュラル・ボーン・キラーズ Natural Born Killers（1994年）
- 依頼人 The Client（1994年）
- タイ・カップ Cobb（1994年）
- フリー・ウィリー2 Free Willy 2: The Adventure Home（1995年）
- ボーイズ・オン・ザ・サイド Boys on the Side（1995年）
- エンパイア レコード Empire Records（1995年）
- コピーキャット Copycat（1995年）
- ヒート Heat（1995年）
- 評決のとき A Time to Kill（1996年）
- ティン・カップ Tin Cup（1996年）
- マンハッタン・ラプソディ The Mirror Has Two Faces（1996年）
- 心の指紋 Sunchaser（1996年）
- 僕のボーガス Bogus（1996年）
- L.A.コンフィデンシャル L.A. Confidential（1997年）
- ターニング・ラブ Breaking Up（1997年）
- ディアボロス/悪魔の扉 The Devil's Advocate（1997年）
- 知らなすぎた男 The Man Who Knew Too Little（1998年）
- 娼婦ベロニカ Dangerous Beauty（1998年）
- シティ・オブ・エンジェル City of Angels（1998年）
- グッバイ・ラバー Goodbye Lover（1998年）
- 交渉人 The Negotiator（1998年）
- 真夏の夜の夢 A Midsummer Night's Dream（1999年）
- エントラップメント Entrapment（1999年）
- ファイト・クラブ Fight Club（1999年）
- ビッグママ・ハウス Big Momma's House（2000年）
- タイガーランド Tigerland（2000年）
- フレディのワイセツな関係 Freddy Got Fingered（2001年）
- ロードキラー Joy Ride（2001年）
- サウンド・オブ・サイレンス Don't Say a Word（2001年）
- ブラック・ナイト Black Knight（2001年）
- ハイ・クライムズ High Crimes（2002年）
- ブロンド・ライフ Life or Something Like It（2002年）
- 運命の女 Unfaithful（2002年）
- デアデビル Daredevil（2003年）
- 恋は邪魔者 Down with Love（2003年）
- ニューオーリンズ・トライアル Runaway Jury（2003年）
- ガール・ネクスト・ドア The Girl Next Door（2004年）
- マイ・ボディガード Man on Fire（2004年）
- エレクトラ Elektra（2005年）
- Mr.&Mrs. スミス Mr. & Mrs. Smith（2005年）
- 綴り字のシーズン Be Season（2005年）
- ステイ Stay（2005年）
- ザ・センチネル/陰謀の星条旗 The Sentinel（2006年）
- ラッキー・ガール Just My Luck（2006年）
- Gガール 破壊的な彼女 My Super Ex-Girlfriend（2006年）
- ファウンテン 永遠につづく愛 The Fountain（2006年）
- ビッグママ・ハウス2 Big Momma's House 2（2006年）
- アルビン/歌うシマリス3兄弟 Alvin and the Chipmunks（2007年）
- ジャンパー Jumper（2008年）
- ベガスの恋に勝つルール What Happens in Vegas（2008年）
- ミラーズ Mirrors（2008年）
- フェイク シティ ある男のルール Street Kings（2008年）
- ブライダル・ウォーズ Bride Wars（2009年）
- ファンタスティック Mr.FOX Fantastic Mr. Fox（2009年）
- ほぼトワイライト Vampires Suck（2010年）
- ナイト&デイ Knight and Day（2010年）
- ラブ & ドラッグ Love & Other Drugs（2010年）
- ビッグママ・ハウス3 Big Mommas: Like Father, Like Son（2011年）
- 運命の元カレ What's Your Number?（2011年）
- TIME/タイム In Time（2011年）
- 恋するモンテカルロ Monte Carlo（2011年）
- アルビン3 シマリスたちの大冒険 Alvin and the Chipmunks: Chipwrecked（2011年）
- ダーケストアワー 消滅 The Darkest Hour（2011年）
- ブロークンシティ Broken City（2013年）
- インターンシップ The Internship（2013年）
- ノア 約束の舟 Noah（2014年）
- バードマン あるいは（無知がもたらす予期せぬ奇跡） Birdman or (The Unexpected Virtue of Ignorance)（2014年）
- アルビン4 それいけ! シマリス大作戦 Alvin and the Chipmunks: The Road Chip（2015年）
- トゥルー・ストーリー True Story（2015年）
- ハリウッド・スキャンダル Rules Don't Apply（2016年）
- アンセイン 〜狂気の真実〜 Unsane（2018年）
- 蜘蛛の巣を払う女 The Girl in the Spider's Web（2018年）
- ボヘミアン・ラプソディ Bohemian Rhapsody（2018年）
- ライトハウス The Lighthouse（2019年）
- ストーリー・オブ・マイライフ/わたしの若草物語 Little Women（2019年）
- 底知れぬ愛の闇 Deep Water（2022年）
- ノースマン 導かれし復讐者 The Northman（2022年）
- アムステルダム Amsterdam (2022年)
- クラウデッド・ルーム The Crowded Room (2023年)
- ザ・クリエイター/創造者 The Creator (2023年)
- ブリッツ ロンドン大空襲 Blitz (2024年)